# Тереза Файксова
Тереза Файксова (нар. 17 травня 1989 року, Іванчице, ЧССР) — чеська модель, переможниця міжнародного конкурсу краси «Міс Земля» 2012.

## Біографія
Тереза закінчила спортивний ліцей в містечку Іванчице, де грала у волейбольній команді. Зараз мешкає в Брно. Навчається у вузі.
У 2012 році Тереза стала першою чешкою — володаркою титулу «Міс Земля».